# Aki Shimizu

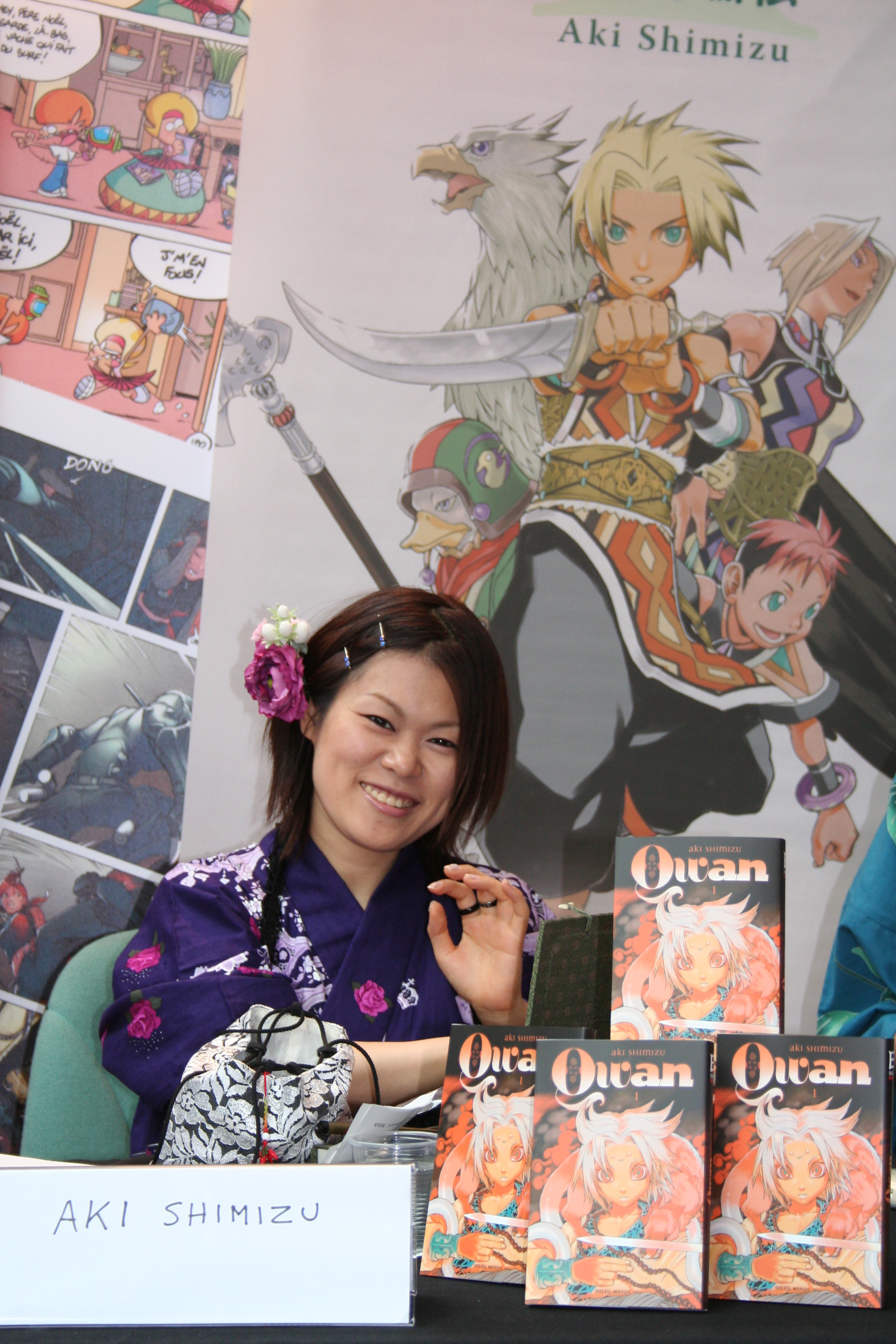
Aki Shimizu (2006)

Aki Shimizu (japanisch 志水 アキ Shimizu Aki; * 16. Oktober) ist eine japanische Mangaka und Illustratorin.

## Werdegang und Werk
Zu Beginn ihrer Karriere arbeitete Shimizu vor allem als Illustratorin und Charakterdesignerin für Magazine, Karten- und Computerspiele. Parallel lief jedoch auch schon ihre erste Mangaserie, das 1994 gestartete Yato no Kamitsukai. Die erotische Action- und Horror-Fantasy-Geschichte dreht sich um einen Vampir, der einst in Japan gefürchtet wurde, bis ihn ein Held besiegt hatte, und der nun zurückkehrt. Ab 2000 folgten weitere Mangaserien und Shimizu verlegte ihre Arbeit zunehmend in dieses Feld, wobei sie zunächst vor allem die von anderen geschriebenen Geschichten zeichnerisch umsetzte. Durch ihre Arbeit für Computerspiele wurde sie mit der Manga-Adaption des Spiels Suikoden III beauftragt, die ab 2002 unter dem Titel Gensō Suikoden III – Unmei no Keishōsha erschien und elf Bände erreichen sollte. Die von 2002 bis 2008 erschienene Serie Qwan war die erste, deren Geschichte allein von Shimizu stammte.
Von 2007 bis 2010 erschien in Japan die Mystery-Serie Box of Spirits, die Adaption eines Romans um die Aufklärung geheimnisvoller Morde. Der Manga erschien als erster und einziger von Shimizu auch auf Deutsch, verlegt von Tokyopop ab 2013. Es folgten viele weitere, meist kürzere Serien. Die seit 2019 erscheinende Serie Chūzenji-sensei Mononoke Kōgiroku: Sensei ga Nazo o Toite Shimaukara. ist die längste unter den jüngeren Serien Shimizus. Die Geschichte dreht sich um einen Lehrer, der sich im Japan nach dem Zweiten Weltkrieg mit übernatürlichen Vorfällen beschäftigt. Für 2025 ist eine Anime-Umsetzung angekündigt.

## Bibliografie (Auswahl)
- Yato no Kamitsukai (夜刀の神つかい, 1994–2007, 12 Bände, Zeichnungen)
- Kumo no Graduale (雲のグラデュアーレ, 2000–2002, 4 Bände, Zeichnungen)
- Gensō Suikoden III – Unmei no Keishōsha (幻想水滸伝Ⅲ, 2002–2006, 11 Bände)
- Qwan (2002–2008, 7 Bände)
- Ikyō no Kusa (異郷の草, 2006, 1 Band)
- Box of Spirits (もうりょうのはこ Mōryō no Hako, 2007–2010, 5 Bände)
- Hyakki Tsurezurebukuro (百器徒然袋, 2009–2015, 6 Bände, Zeichnungen)
- Kyōkotsu no Yume (狂骨の夢, 2010–2012, 5 Bände, Zeichnungen)
- Neet Onna to Shougaku 2-nensei (ニート女と小学２年生, 2011, 1 Band)
- Tortoise Delivery (2013–2014, 2 Bände)
- Ubume no Natsu (姑獲鳥の夏, 2013–2014, 4 Bände)
- Jorōgumo no Kotowari (絡新婦の理, 2015–2017, 4 Bände, Zeichnungen)
- Tesso no Ori (鉄鼠の檻, 2017–2018, 4 Bände, Zeichnungen)
- Hinatsugimura (雛接村, 2017–2018, 1 Band)
- Chūzenji-sensei Mononoke Kōgiroku: Sensei ga Nazo o Toite Shimaukara. (中禅寺先生物怪講義録 先生が謎を解いてしまうから。, seit 2019, 8 Bände)
- Inugami Re (犬神Re, 2020–, 4 Bände)
- Tsugō no Ii Hate (都合のいい果て, 2022–2023, 4 Bände)
- Net Keijiban Hyaku Monogatari Series (ネット掲示板百物語シリーズ, 2024, 2 Bände)